# Antônio Brand
Antonio Jacó Brand (Montenegro, 13 de janeiro de 1949 – Porto Alegre, 3 de julho de 2012) foi um antropólogo, indigenista e historiador, reconhecido como apoiador da causa indígena.

## Biografia
O Professor Antônio Jacó Brand nasceu em Dom Diogo, atual município de São José do Sul-RS, no dia 13 de janeiro de 1949, filho de Aloísio Brand e Clementina Schommer. 
A família de Brand era grande, com doze irmãos. Em meados do século XIX, vieram da Alemanha, para Petrópolis-RJ. 
Antonio foi para o seminário aos doze anos de idade e saiu quando foi convidado a trabalhar com a questão indígena na Operação Anchieta (OPAN). 
Brand concluiu a graduação de História na Unisinos, em 1977, na cidade de  São Leopoldo-RS, e, se mudou para Dourados-MS em 1978, onde fundou o Conselho Indigenista Missionário (CIMI) em Mato Grosso do Sul. Em 1983, mudou-se para Brasília ao ser eleito Secretário Nacional do CIMI, onde exerceu a função por oito anos.
Após esse tempo voltou com sua família para São Leopoldo, retomando os estudos e concluindo seu Mestrado em 1993 e o Doutorado em 1998, na PUC de Porto Alegre-RS.
Em 1996, passou a fazer parte do grupo de docentes da UCDB, em Campo Grande-MS, onde também iniciou seu trabalho no NEPPI, e ainda foi convidado a participar de um grupo a favor dos Guarani da América do Sul, informações sistematizadas no CEDOC.
Em 2005, Antonio coordenou o Rede de Saberes, um projeto que auxilia a permanência dos acadêmicos indígenas no ensino Superior, mais tarde, em 2012 iniciou o projeto Equidade, que auxiliava os acadêmicos na pós-graduação, o projeto encerrou em 2014.

## Morte
Morreu em 3 de dezembro de 2012, enquanto se recuperava de um ataque cardíaco após uma cirurgia no coração.